# Trường Đại học Thăng Long
Đại học Thăng Long (tiếng Anh: Thang Long University) là một trường đại học đa ngành ở thành phố Hà Nội, đây là cơ sở giáo dục bậc đại học tư nhân đầu tiên hình thành và phát triển trong chính thể Cộng hòa xã hội chủ nghĩa Việt Nam, thành lập vào năm 1988.
Năm 2005, Thủ tướng Chính phủ Việt Nam lúc bấy giờ là ông Phan Văn Khải đã ban hành quyết định chuyển đổi loại hình của Trường Đại học Thăng Long từ dân lập sang tư thục.
Hội đồng sáng lập trường bao gồm các giáo sư, nhà khoa học dưới sự khởi xướng của GS. Bùi Trọng Liễu với nữ GS. Hoàng Xuân Sính làm chủ tịch kiêm Hiệu trưởng đầu tiên cùng GS. Bùi Trọng Lựu làm Phó giám đốc. Trường ĐH Thăng Long cũng là nơi đầu tiên tiến hành soạn thảo quy chế đại học tư thục tạm thời tại Việt Nam lúc bấy giờ và được phê duyệt, thành công của Thăng Long sau đó đã mở đường cho hàng loạt trường Đại học và Trung học tư thục khác tiến hành xin đăng ký cấp phép hoạt động sau này.

## Lịch sử

### Những năm tháng đầu tiên
- Ngày 2 tháng 4 năm 1988, GS. Bùi Trọng Liễu từ Pháp đã gửi thư cho 5 vị giáo sư khác trong nước là Phan Đình Diệu, Nguyễn Đình Trí, Hoàng Xuân Sính, Bùi Trọng Lựu và Hoàng Tụy, kêu gọi hợp tác để mở một trung tâm đại học chất lượng quốc tế tự túc, không xin tài trợ của nhà nước. Hai trong số năm vị giáo sư đó là GS. Hoàng Xuân Sính và GS. Bùi Trọng Lựu đã hưởng ứng để xúc tiến thủ tục.[2]
- Ngày 15 tháng 12 năm 1988, Bộ Đại học và Trung học chuyên nghiệp Việt Nam ra Quyết định cho phép thành lập Trung tâm Đại học dân lập Thăng Long như một mô hình giáo dục đại học hoàn toàn mới, ngoài công lập.
- Ngày 21 tháng 2 năm 1989, Trường làm lễ khai giảng tại Văn Miếu, tới dự có Đại tướng Võ Nguyên Giáp, Bộ trưởng bộ Đại học Trần Hồng Quân và chủ nhiệm Ủy ban Giáo dục Thanh thiếu niên nhi đồng Trần Thị Tâm Đan. Lúc đầu, học phí tượng trưng là 10 kg gạo/tháng, chỉ đủ thuê 1 phòng học ở trường Quản lý Cán bộ y tế, toàn bộ kinh phí của trường trông chờ vào số tiền tài trợ từ Pháp gửi về.[1][2] Ông bà giáo sư Việt kiều Bùi Trọng Liễu đã thành lập tại Pháp một Hội đồng Tương trợ Đại học Pháp - Việt (Amitié Universitaire France-Vietnam) để quyên góp tiền bạc, vật dụng từ các cá nhân, đoàn thể bên Pháp gửi về (cho đến năm 1993).[2] Trường ĐH Thăng Long cũng là trường đầu tiên tuyển sinh không có vấn đề lý lịch mà tuyển sinh theo hồ sơ khoa học, dựa theo khả năng học tập, tư duy sáng tạo cũng như năng khiếu của sinh viên. Đối với những sinh viên có gia cảnh eo hẹp, khó khăn, nhà trường sẵn sàng nâng đỡ về mặt học phí, hoặc cấp cho học bổng. Văn phòng trường và phòng máy tính đầu tiên được đặt tại nhà riêng của GS. Bùi Trọng Lựu tại căn nhà số 34 phố Hàn Thuyên, hiện nay tại đó còn lưu lại 1 tấm văn bia để ghi nhớ sự kiện thành lập trường, trên tấm bia có đoạn: "Việc thành lập trường đã truyền bá sự hiểu biết, nâng cao trí tuệ và độc lập suy nghĩ, hợp tác quốc tế và hòa nhập vào sự tiến triển chung của thế giới".[2]

### Chuyển hướng hoạt động
- Từ cuối năm 1992 và đầu năm 1993, trường chuyển hướng hoạt động, kết hợp với các cơ sở đào tạo từ nước ngoài.
- Ngày 11/8/1994, Trung tâm đại học dân lập Thăng Long đổi tên thành Trường Đại học dân lập Thăng Long theo quyết định số 441/TG của Thủ tướng Chính phủ vào ngày 9 tháng 8 năm 1994).
- Ngày 17/1/2005 trường Đại học dân lập Thăng Long chuyển đổi loại hình từ trường dân lập sang trường tư thục với tên gọi mới là "Trường Đại học Thăng Long". Trường Đại học Thăng Long là cơ sở giáo dục đại học có tư cách pháp nhân, có con dấu và tài khoản riêng, hoạt động theo Quy chế tổ chức và hoạt động của trường đại học tư thục ban hành kèm theo quyết định số 14/2005/QĐ-TTg ngày 17/1/2005 và Quyết định số 1888/QĐ-TTG ngày 31/12/2007 của Thủ tướng Chính phủ.[3]
- Tháng 10 năm 2001, thành lập Thư viện Đại học Thăng Long, được xem là trung tâm thông tin văn hóa, khoa học của nhà trường.

### Di chuyển đến cơ sở mới
- Từ năm 2008 tới nay, trường di chuyển đến cơ sở mới hiện đại hơn, được xây dựng, thi công trên diện tích khuôn viên rộng hơn 2,5 héc ta nằm trên đường Nghiêm Xuân Yêm, phường Đại Kim, quận Hoàng Mai, thành phố Hà Nội (trên đường vành đai 3).[4]

## Hiệu trưởng qua các thời kỳ
| Thời gian       | Hiệu trưởng              |
| --------------- | ------------------------ |
|                 | GS.TSKH. Hoàng Xuân Sính |
|                 | TS. Huỳnh Mùi            |
| 2004-2009       | TS. Phan Huy Phú         |
| 2010-01/2013    | NGƯT.PGS.TS. Lê Văn Một  |
| 02/2013-02/2023 | TS. Phan Huy Phú         |

## Hội đồng trường
- GS.TSKH. Hoàng Xuân Sính (Chủ tịch)
- GS.TS. Phạm Huy Dũng (Phó Chủ tịch)
- KS. Trương Ngọc Kim (Phó Chủ tịch)
- ThS. Nguyễn Hữu Đăng (Phó Hiệu trưởng)
- TS. Vũ Thế Bình
- GS.TSKH. Hà Huy Khoái
- ThS. Hoàng Xuân Mô
- TS. Đặng Kim Nhung
- ThS. Thân Thế Sơn
- GS.TSKH. Lâm Quang Thiệp

## Đội ngũ giảng viên
Trong đội ngũ 375 giảng viên cơ hữu của trường có 16 giáo sư, 55 phó giáo sư, 78 tiến sĩ và 188 thạc sĩ; 80 giảng viên thỉnh giảng (trong đó có 34 giáo sư, phó giáo sư và tiến sĩ).

## Chủ trương
- Giáo dục đại học có chất lượng.
- Phương pháp dạy và học phù hợp cho cá nhân.
- Theo dõi và quản lý học tập có hiệu quả.
- Ban lãnh đạo lắng nghe nguyện vọng và nhu cầu.
- Tất cả cho một nền học vấn hội nhập với quốc tế, làm nảy nở tài năng mỗi con người và phục vụ thị trường lao động.[3]
- Phương châm: "Trường Đại học Thăng Long hoạt động trên nguyên tắc không vì mục tiêu lợi nhuận, tạo một môi trường giáo dục lành mạnh, tôn trọng tính trung thực, tình yêu thương và tinh thần hợp tác".[4]

## Hợp tác quốc tế và trong nước
Trường Đại học Thăng long hiện đang mở rộng hợp tác đào tạo với các trường đại học danh tiếng trên thế giới và các tổ chức doanh nghiệp lớn trong và ngoài nước như:
- Đại học Nice Sophia Antipolis (Pháp): Đây là trường đại học công lập trong số 15 trường đại học tốt nhất của Pháp, một trong những trường đại học tốt nhất ở châu Âu và nằm trong số 500 trường Đại học tốt nhất trên thế giới theo xếp hạng của tổ chức Times Higher Education năm 2018. Trường Đại học Thăng Long liên kết hợp tác đào tạo Thạc sĩ Kinh doanh và Quản lý Quốc tế, học tập tại trường Đại học Thăng Long. Bằng Thạc sĩ Kinh doanh và Quản lý Quốc tế sẽ do Đại học Nice Sophia Antipolis cấp. Bằng MBA quốc tế của Trường được xếp hạng thứ 2 trong các chương trình Thạc sĩ về kinh doanh của Pháp.
- Ngoài ra, trường còn hợp tác với:

| Trường đại học/Doanh nghiệp/Tổ chức          | Quốc gia |
| -------------------------------------------- | -------- |
| Nanzan                                       | Nhật Bản |
| Air-Niigata                                  | Nhật Bản |
| JICA                                         | Nhật Bản |
| Honda                                        | Nhật Bản |
| Canon                                        | Nhật Bản |
| Sprott-Shaw Degree                           | Canada   |
| Asia                                         | Đài Loan |
| Toulouse 1                                   | Pháp     |
| Côte d'Azur                                  | Pháp     |
| CCFD                                         | Pháp     |
| Vietcombank                                  | Việt Nam |
| BIDV                                         | Việt Nam |
| Khách sạn InterContinental Hanoi Landmark 72 | Việt Nam |
| Kyung Hee                                    | Hàn Quốc |
| Konkuk                                       | Hàn Quốc |
| Myongji                                      | Hàn Quốc |
| Lotte                                        | Hàn Quốc |
| Samsung                                      | Hàn Quốc |
| Hội đồng Anh                                 | Anh      |
| Khách sạn Sheraton Hà Nội                    | Hoa Kỳ   |

## Khoa & chuyên ngành đào tạo

### Các chuyên ngành đào tạo trình độ Đại học
Trường Đại học Thăng Long có 6 khoa đào tạo, mỗi khoa có nhiều ngành học (chuyên ngành). Văn bằng của nhà trường nằm trong hệ thống văn bằng quốc gia:
| Mã ngành | Tên ngành                             |
| Khoa     | Toán, Tin học và Công nghệ            |
| -------- | ------------------------------------- |
| 7480101  | Khoa học máy tính                     |
| 7480102  | Mạng máy tính và truyền thông dữ liệu |
| 7480104  | Hệ thống thông tin                    |
| 7480201  | Công nghệ thông tin                   |
| 7480207  | Trí tuệ nhân tạo                      |
| Khoa     | Kinh tế - Quản lý                     |
| 7340301  | Kế toán                               |
| 7340201  | Tài chính-Ngân hàng                   |
| 7340101  | Quản trị kinh doanh                   |
| 7810103  | Quản trị dịch vụ du lịch lữ hành      |
| 7810201  | Quản trị khách sạn                    |
| 7510605  | Logistics và Quản lý chuỗi cung ứng   |
| 7340115  | Marketing                             |
| 7380107  | Luật kinh tế                          |
| 7310106  | Kinh tế quốc tế                       |
| Khoa     | Ngoại ngữ                             |
| 7220201  | Ngôn ngữ Anh                          |
| 7220209  | Ngôn ngữ Nhật Bản                     |
| 7220204  | Ngôn ngữ Trung Quốc                   |
| 7220210  | Ngôn ngữ Hàn Quốc                     |
| Khoa     | Điều dưỡng & Khoa học về sức khoẻ     |
| 7720301  | Điều dưỡng                            |
| 7720401  | Dinh dưỡng                            |
| Khoa     | Khoa học xã hội và Nhân văn           |
| 7760101  | Công tác xã hội                       |
| 7310630  | Việt Nam học                          |
| 7320104  | Truyền thông đa phương tiện           |
| Khoa     | Năng khiếu                            |
| 7210205  | Thanh nhạc                            |

### Các chuyên ngành đào tạo trình độ Thạc sĩ
| Mã ngành | Tên ngành                   | Ghi chú                                            |
| -------- | --------------------------- | -------------------------------------------------- |
|          | Quản trị kinh doanh quốc tế | Liên kết với Đại học Nice Sophia Antipolis, (Pháp) |
| 8220201  | Ngôn ngữ Anh                |                                                    |
| 8340201  | Tài chính-Ngân hàng         |                                                    |
| 8340101  | Quản trị kinh doanh         |                                                    |
| 8460112  | Toán học ứng dụng           |                                                    |
| 8460113  | Phương pháp Toán sơ cấp     |                                                    |
| 8480101  | Khoa học máy tính           |                                                    |
| 8720301  | Điều dưỡng                  |                                                    |
| 8720701  | Y tế công cộng              |                                                    |
| 8720802  | Quản lý bệnh viện           |                                                    |
| 8760101  | Công tác xã hội             |                                                    |

### Các chuyên ngành đào tạo trình độ Tiến sĩ
| Mã ngành | Tên ngành         |
| -------- | ----------------- |
| 9460112  | Toán học ứng dụng |

## Cơ sở vật chất
Tổng thể nhà trường là một khu liên hợp hiện đại, bao gồm các hạng mục:
- Nhà học chính
- Nhà hành chính hiệu bộ
- Nhà hội trường - giảng đường
- Nhà thể thao - thể chất, Gym
- Sân bóng rổ, bóng chuyền
- Nhà ăn - phòng họp cho các câu lạc bộ
- Thư viện - phòng máy tính, thí nghiệm
- Tổ hợp thực hành mô phỏng nhà hàng, khách sạn, bệnh viện (điều dưỡng)
- Khu căn hộ cao cấp cho các giáo sư thỉnh giảng
- Vườn sinh viên - hồ thả cá cảnh
- Quảng trường sinh viên

## Sinh hoạt & giải trí
Bên cạnh hoạt động học tập, nhà trường còn tích cực trong việc tổ chức những cuộc thi, sự kiện phong phú dành cho sinh viên như cuộc thi Miss Thăng Long, Thăng Long Idol, thi nấu ăn, cắm hoa, hội chợ, nhiếp ảnh,...